# Mitch Booth
Mitch Booth (Sydney, 4 januari 1963) is een Nederlandse zeiler. Hij nam viermaal op de Olympische Spelen en won hierbij twee medailles. In eerste instantie kwam hij uit voor Australië, maar sinds 2004 bezit hij de Nederlandse nationaliteit en komt hij voor dit land uit op internationale wedstrijden. 
Sinds 6-jarige leeftijd doet hij aan zeilen. In 1992 won hij met John Forbes voor Australië een bronzen medaille op de Olympische Spelen van Barcelona in de Tornado-klasse. Vier jaar later wist hij met Andrew Landenberger dit te verbeteren tot een zilveren medaille. 
In 2002 raakte hij ernstig geblesseerd nadat hij met zijn boot over de kop sloeg tijdens de Ronde om Texel. Twee jaar later nam hij met Herbert Dercksen deel aan de Spelen van 2004; het duo eindigde als vijfde in de Tornado. In 2008 op de Olympische Spelen van Peking vormde hij met Pim Nieuwenhuis een zeilduo in de Tornado-klasse. Mitch Booth en Pim Nieuwenhuis gebruikten op deze Spelen een speciaal zeil (gennaker). Dit is vlakker gesneden en kleiner in oppervlakte, waardoor het bij bries van 11-12 knopen nog aan de wind kan worden gebruikt, iets wat met de originele gennaker niet kan. Het duo eindigde op de vijfde plaats.
Booth is getrouwd met een Spaanse vrouw en heeft vijf kinderen.

## Palmares

### Tornado-klasse
- 1992:  Olympische Spelen van Barcelona (met John Forbes) - 44,40 punten
- 1996:  Olympische Spelen van Atlanta (met Andrew Landenberger) - 42,40 punten
- 1997:  WK - 52 punten
- 2002:  WK - 28 punten
- 2004: 5e Olympische Spelen van Atlanta (met Herbert Dercksen) - 61 punten
- 2005:  Delta Lloyd Regatta
- 2005: 9e WK - 105,4 punten
- 2006: 4e Delta Lloyd Regatta - 70 punten
- 2007:  WK - 41 punten
- 2008:  Delta Lloyd Regatta - 57 punten
- 2008:  Semaine Olympique Française - 48 punten
- 2008: 6e WK - 52 punten
- 2008: 5e Olympische Spelen van Atlanta (met Pim Nieuwenhuis)